# Графитовая синица
Графитовая синица (лат. Melaniparus niger) — вид птиц из семейства синицевых (Paridae). Данный вид ранее относили к роду Parus, но перенесли в род Melaniparus, когда Parus был разделен на несколько возрожденных родов после публикации подробного молекулярно-филогенетического анализа в 2013 году. Выделяют три подвида. Распространены на юге Африки.

## Описание
Графитовая синица достигает длины 15—16 см и массы от 17,2 до 26 г. У самцов номинативного подвида все тело чёрное (в свежем оперении от макушки до верхних кроющих перьев хвоста с голубоватым отливом). Хвост чёрный, все перья с голубоватым отливом и узкими беловатыми кончиками, крайние рулевые перья с широкой бахромой и белым кончиком. Малые кроющие перья крыла тёмно-коричневые, кончики более длинных малых кроющих перьев белые; средние кроющие перья белые; большие кроющие перья с тёмными центрами и белой каймой. Крылышко и первостепенные кроющие перья крыла чёрные, с тонкой каймой или белыми кончиками. Маховые перья тёмно-коричневые, нижние третьестепенные маховые с широкой белой каймой, второстепенные маховые перья с узкой белой каймой, первостепенные такие же или с более узкой белой каймой. Бока горла и груди слегка глянцевые, брюхо и бока более бледные или с серо-коричневой окантовкой. Нижние кроющие перья хвоста с широкой белой окантовкой. Подмышечные впадины чёрные, как сажа; нижние кроющие перья крыла чёрные с белыми кончиками; в потертом оперении более тусклые, белые кончики на хвосте стерты, тёмные центры больших кроющих более выражены. Радужная оболочка коричневая; клюв чёрный; ноги от тёмно-серого до сине-серого или сизо-бурого цвета.
Самка очень похожа на самца, но менее блестящая сверху, более светлая или серая снизу. Грудь и брюхо пепельно-серые, немного темнее по бокам груди, кроющие перья хвоста серые с широкими белыми кончиками. Молодые особи похожи на взрослых, но сверху тёмно-коричневые, хвост с тонкой бахромой светло-коричневого цвета, а крайние рулевые перья с широкой бахромой и белым кончиком, маховые перья тёмно-коричневые с тусклой грязновато-белой или желтоватой каймой. Низ тела тускло-серовато-коричневый, становится светлее к низу брюха. Нижние кроющие перья хвоста тёмно-коричневые с грязновато-белыми кончиками.

## Вокализация
Довольно шумная птица, особенно когда поблизости находится хищник. Члены группы часто издают гнусавые, жужжащие контактные сигналы: «jee-jee-jee-jee-jee, tsi-tsi-chacha» или «tit-si-chachacha», а также скрежещущее «jrrr-jrrr-jrrr…» и более резкое «chrrr-chrrr-chrrr». Другие позывки включают в себя пронзительное «chew-ri, chew-ri, chew-ri» и более мягкое или более сочное «peeoo-pu-peeoo» или «cheru-cheru-cheru» и музыкальное «phee-cher, phee-cher». Песня представляет собой комбинацию различных звуковых сигналов, которые повторяются в коротких сериях: «chip-we, chip-we, chip-we, pi-cher, pi-cher, pi-cher, tiroo, tiroo, tiroo, peetit-woo, peetit-woo, peetit-woo, pee-wirrit, pee-wirrit, pee-wirrit…» иногда перемежающийся более резкими скрежещущими или чавкающими нотами.

## Места обитания

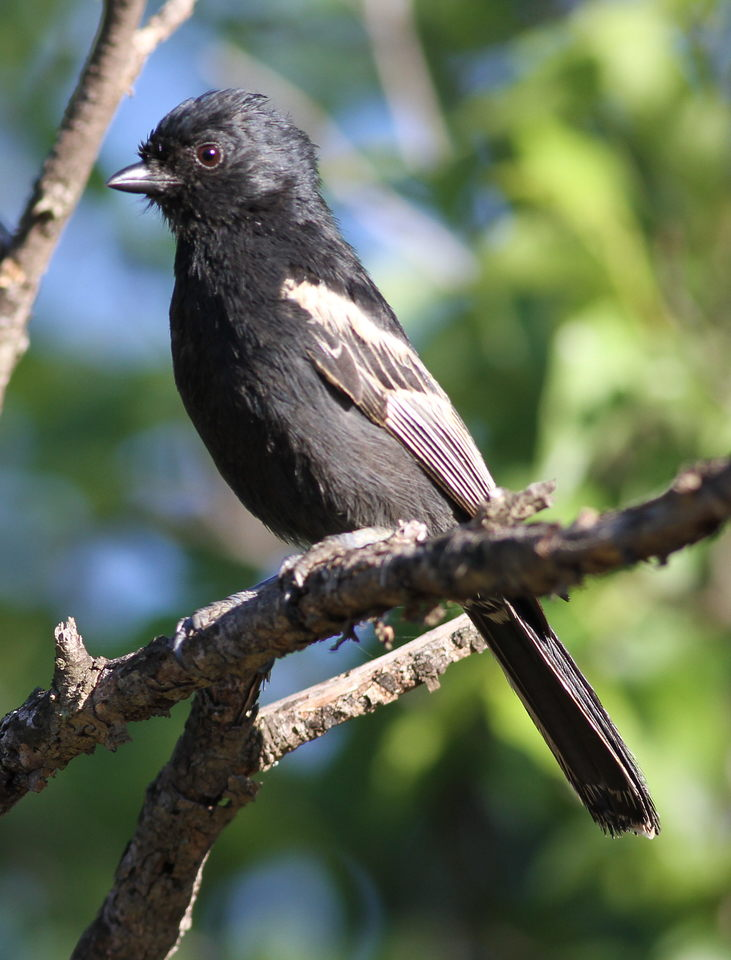
Подвид M. n. ravidus

Естественными местами обитания графитовой синицы являются разнообразные широколиственные листопадные леса с преобладанием мопане (Colophospermum) и брахистегии (Brachystegia), редколесные саванны, сухие леса и заросли Baikiaea, комбретума (Combretum) и Burkea, смешанные лиственные леса, колючие кустарниковые заросли акации (Acacia); встречается также в парках и пригородных садах. Встречается на высоте до 1070 м над уровнем моря.

## Подвиды и распространение
Выделяют три подвида:
- Melaniparus niger ravidus (Clancey, 1964) — от востока Замбии до центра Мозамбика и северо-востока ЮАР
- Melaniparus niger xanthostomus/(Shelley, 1892) — от юго-востока Анголы до центра Замбии и юго-запада Танзании, на юг до Ботсваны и севера ЮАР
- Melaniparus niger niger (Vieillot, 1818) — юг Мозамбика и восток ЮАР

## Биология
Графитовая синица добывает пищу обычно парами или небольшими группами (вероятно, семейными); вне периода размножения часто присоединяется к смешанным стаям, которые в поисках пищи широко перемещаются (до 10 км в день). Активно добывает пищу на средних и верхних ярусах деревьев с листвы, на коре и стволах; сдирает полоски коры или лишайники; отщипывает сухие семенные коробочки, особенно у комбретума (на предмет наличия гусениц); ловит крылатых термитов (Isoptera) в полете, возвращаясь на присаду для потребления добычи. В период размножения графитовая синица питается в основном личинками чешуекрылых (в том числе с ядовитыми волосками); вне сезона размножения в состав рациона входят мелкие беспозвоночные, включая жуков (Coleoptera), дождевые черви (Oligochaeta), чешуекрылые (Lepidoptera) и пауки (Araneae), а также семена и фрукты, включая инжир (Ficus) и ягоды омелы (Loranthaceae); также пьет нектар алоэ.

### Размножение
Графитовая синица является одним из немногих представителей семейства синицевых, для которых характерно кооперативное размножение, когда молодые птицы остаются на гнездовой территории родителей в составе устойчивой социальной группы. Обычно в группе, кроме доминирующей пары, бывает до трёх помощников-самцов, вероятно, молодых особей из более раннего выводка. Размер гнездовой территории достигает 25—30 га. Территория используется в течение всего года. Самец, присутствующий на территории большую часть года, защищает ее от незваных гостей (включая помощников, пока не начнётся насиживание) возбужденными криками, иногда приводящими к погоне и физической агрессии. Сезон размножения приходится на август—январь; в году бывает один выводок. Моногамный вид. Ухаживание заключается в кормлении самки доминирующим самцом, который также отгоняет помощников от самки в период перед откладкой яиц.
Гнездо сооружается только самкой; представляет собой толстую подстилку или платформу из тонких растительных волокон, лишайников и шерсти животных, расположенную на высоте 2—5 м над землей в естественном углублении в стволе дерева, иногда в старой норе дятла (Picidae) или бородатковых (Capitonidae). Иногда используется дыра в заборе, либо искусственный гнездовой ящик. В кладке 4—5 яиц; насиживает кладку только самка. Инкубационный период длится 14—15 дней. Птенцов выкармливают обе родительские птицы и помощники. Птенцы оперяются через 24 дней. Слётки начинают самостоятельно питаться через 7 дней, но их подкармливают взрослая самка и помощники в течение 40 дней. Молодые особи остаются на территории группы до 9 месяцев, прежде чем рассеяться. Отмечен гнездовой паразитизм со стороны большой медоуказчик (Indicator indicator).